# SHOOT BOXING 2018 act.3
SHOOT BOXING2018 act.3（シュートボクシングアクト3）は、シュートボクシングの大会の一つ。2018年6月10日、東京都文京区後楽で開催された。

## 大会概要
SB日本スーパーバンタム級王座決定トーナメント一回戦目が行われ、伏見和之と笠原友希が準決勝に駒を進めた。

## 試合結果

### オープニングマッチ
オープニングマッチ第1試合　58.0kg契約　スターティングクラスルール　2分3R延長1R
○  日本 手塚翔太 vs.  日本 須賀裕一朗 ×
3R 終了 判定3-0（三者とも30-28）
オープニングマッチ第2試合　58.0kg契約　スターティングクラスルール　2分3R延長1R
× 日本 清水悟 vs.  日本 魁斗 ○
3R 終了 判定3-0（30-29、30-28、30-28）

### 本戦カード
第1試合 SB日本スーパーバンタム級王座決定トーナメント一回戦　エキスパートクラス特別ルール　3分3R延長無制限R
×  日本 内藤凌太 vs.  日本 笠原友希 ○
3R 終了 判定3-0（30-28、30-27、30-27）
笠原友希が準決勝進出
第2試合 SB日本スーパーバンタム級王座決定トーナメント一回戦　エキスパートクラス特別ルール　3分3R延長無制限R
○  日本 伏見和之 vs.  日本 竹野元稀 ×
3R 終了 判定3-0（29-28、29-29、29-28）
伏見が準決勝進出。
第3試合 SB日本ライト級（62.5kg）　エキスパートクラス特別ルール　3分3R延長無制限R
○  日本 西岡蓮太 vs.  日本 ポッシブルK ×
3R 終了 判定3-0（30-29、30-28、30-28）
第4試合 60.0kg契約　エキスパートクラス特別ルール　3分3R延長無制限R
○  日本 笠原弘希 vs.  日本 直也 ×
1R 2分56秒終了 KO（左ハイキック）
第5試合 68.0kg契約　エキスパートクラス特別ルール　3分3R延長無制限R
×  モンゴル 忍アマラー vs.  日本 奥山貴大 ○
3R終了 判定3-0（30-28、29-28、29-28）

第6試合 68.0kg契約　エキスパートクラス特別ルール　3分3R延長無制限R　※ヒジ打ちあり
○  日本 宍戸大樹 vs.  日本 土屋大喜 ×
3R1分8秒終了 TKO（ドクターストップ）

第7試合 62.0kg契約　エキスパートクラス特別ルール　3分3R延長無制限R　※ヒジ打ちあり
○  日本 村田聖明 vs.  タイ ヒンチャイ・オー.センスックジム ×
3R 1分41秒 TKO（ドクターストップ ）
第8試合 68.0kg契約　エキスパートクラスルール　3分5R延長無制限R　※ヒジあり
○  日本 海人 vs.  タイ ジャオウェハー・シーリーラックジム ×
1R2分43秒 KO